# Clint Leemans
Clint Leemans (Veldhoven, 15 settembre 1995) è un calciatore olandese, centrocampista del NAC Breda.

## Carriera

### Club
Ha giocato nella prima divisione olandese.

### Nazionale
Ha giocato nelle nazionali giovanili olandesi Under-18, Under-19, Under-20 ed Under-21.

## Statistiche

### Presenze e reti nei club
Statistiche aggiornate al 31 ottobre 2020.
| Stagione          | Squadra           | Campionato        | Campionato | Campionato | Coppe nazionali | Coppe nazionali | Coppe nazionali | Coppe continentali | Coppe continentali | Coppe continentali | Altre coppe | Altre coppe | Altre coppe | Totale | Totale | Totale |
| Stagione          | Squadra           | Comp              | Pres       | Reti       | Comp            | Pres            | Reti            | Comp               | Pres               | Reti               | Comp        | Pres        | Reti        | Pres   | Reti   |        |
| ----------------- | ----------------- | ----------------- | ---------- | ---------- | --------------- | --------------- | --------------- | ------------------ | ------------------ | ------------------ | ----------- | ----------- | ----------- | ------ | ------ | ------ |
| 2013-2014         | Jong PSV          | ED                | 27         | 3          | -               | -               | -               | -                  | -                  | -                  | -           | -           | -           | 27     | 3      |        |
| 2014-2015         | Jong PSV          | ED                | 29         | 6          | -               | -               | -               | -                  | -                  | -                  | -           | -           | -           | 29     | 6      |        |
| 2015-2016         | Jong PSV          | ED                | 32         | 5          | -               | -               | -               | -                  | -                  | -                  | -           | -           | -           | 32     | 5      |        |
| Totale Jong PSV   | Totale Jong PSV   | Totale Jong PSV   | 88         | 14         |                 | -               | -               |                    | -                  | -                  |             | -           | -           | 88     | 14     |        |
| 2014-2015         | PSV Eindhoven     | E                 | 0          | 0          | CO              | 0               | 0               | UEL                | 0                  | 0                  | -           | -           | -           | 0      | 0      |        |
| 2016-2017         | VVV-Venlo         | ED                | 37         | 12         | CO              | 2               | 0               | -                  | -                  | -                  | -           | -           | -           | 39     | 12     |        |
| 2017-2018         | VVV-Venlo         | E                 | 33         | 10         | CO              | 3               | 0               | -                  | -                  | -                  | -           | -           | -           | 36     | 10     |        |
| Totale VVV-Venlo  | Totale VVV-Venlo  | Totale VVV-Venlo  | 70         | 22         |                 | 5               | 0               |                    | -                  | -                  |             | -           | -           | 75     | 22     |        |
| 2018-2019         | PEC Zwolle        | E                 | 21         | 2          | CO              | 2               | 0               | -                  | -                  | -                  | -           | -           | -           | 23     | 2      |        |
| ago. 2019         | PEC Zwolle        | E                 | 1          | 0          | CO              | 0               | 0               | -                  | -                  | -                  | -           | -           | -           | 1      | 0      |        |
| set. 2019-2020    | RKC Waalwijk      | E                 | 21         | 4          | CO              | 1               | 1               | -                  | -                  | -                  | -           | -           | -           | 22     | 5      |        |
| 2020-2021         | PEC Zwolle        | E                 | 6          | 2          | CO              | 0               | 0               | -                  | -                  | -                  | -           | -           | -           | 6      | 2      |        |
| Totale PEC Zwolle | Totale PEC Zwolle | Totale PEC Zwolle | 28         | 4          |                 | 2               | 0               |                    | -                  | -                  |             | -           | -           | 30     | 4      |        |
| Totale carriera   | Totale carriera   | Totale carriera   | 207        | 44         |                 | 8               | 1               |                    | 0                  | 0                  |             | -           | -           | 215    | 45     |        |

## Palmarès

### Club

#### Competizioni nazionali
- Eerste Divisie: 1

VVV-Venlo: 2016-2017